# Epicypta macupiensis
Epicypta macupiensis är en tvåvingeart som beskrevs av Lane 1951. Epicypta macupiensis ingår i släktet Epicypta och familjen svampmyggor. Inga underarter finns listade i Catalogue of Life.